# Katecholo-O-metylotransferaza

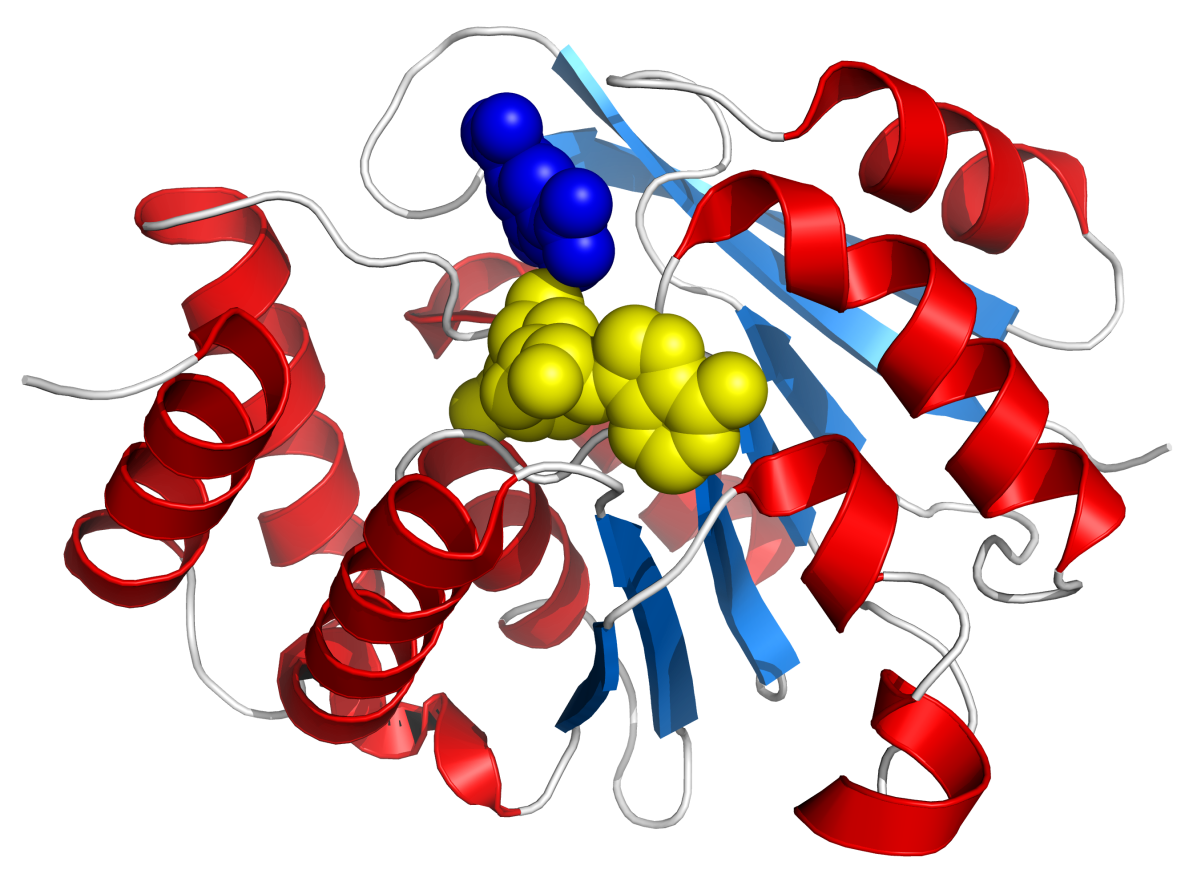
Model COMT w kompleksie z S-adenozylometioniną (żółta) i 3,5-dinitrokatecholem (granatowy)

Katecholo-O-metylotransferaza, COMT (od ang. catechol-O-methyltransferase) (EC 2.1.1.6) – międzykomórkowy enzym zlokalizowany w postsynaptycznej błonie neuronów, uczestniczący w degradacji katecholamin (dopaminy, adrenaliny, noradrenaliny). Ponieważ nieprawidłowa regulacja stężenia katecholamin prowadzić może do stanów chorobowych, enzym ten jest celem w niektórych terapiach (np. choroby Parkinsona).
Katecholo-O-metylotransferazę odkrył biochemik Julius Axelrod w 1957 roku.